# Alma (conseil législatif)
Pour les articles homonymes, voir Alma.
Ne doit pas être confondu avec Alma (division sénatoriale canadienne).
Division du Conseil législatif du Québec
Alma est une division du Conseil législatif du Québec ayant existé de 1867 à 1968. Elle est abolie en même temps que le Conseil lui-même.

## Liste des conseillers
| Années | Années      | Conseiller législatif | Parti           |
| ------ | ----------- | --------------------- | --------------- |
|        | 1867 - 1886 | Jean-Louis Beaudry    | Conservateur    |
|        | 1886 - 1888 | Sévère Rivard         | Conservateur    |
|        | 1888 - 1896 | Louis Tourville       | Libéral         |
|        | 1896 - 1915 | Trefflé Berthiaume    | Conservateur    |
|        | 1915 - 1946 | Médéric Martin        | Libéral         |
|        | 1946 - 1968 | Joseph-Olier Renaud   | Union nationale |